# 森夏恩 (亞利桑那州)
森夏恩（英語：Sunshine）是位於美國亞利桑那州可可尼諾縣的一個非建制地區。該地的面積和人口皆未知。

## 地理
森夏恩的座標為35°07′26″N 110°01′54″W / 35.12389°N 110.03167°W，而該地的平均海拔高度為1627米（即5338英尺）。